# Elena Arzak
Elena Arzak Espina (San Sebastián, Guipúzcoa, 4 de julio de 1969) es una chef española.

## Biografía
Elena Arzak Espina tiene una larga tradición familiar gastronómica, que se remonta hasta sus bisabuelos, quienes ya tenía una taberna y casa de comidas. Es hija de Juan Mari Arzak.Dirige el Restaurante Arzak con su padre.[cita requerida]
El restaurante dedica un gran esfuerzo a la investigación culinaria 

## Premios y reconocimientos
- 2000 Chef de l’avenir.[cita requerida]
- 2001 Academia Internacional de Gastronomía.[cita requerida]
- 2010 Premio Nacional de Gastronomía a Jefa de Cocina.[cita requerida]
- 2012 Elena Arzak elegida la Mejor Chef femenina del Mundo Veuve Clicquot.[3]